# Augusta (Maine)
Augusta az Amerikai Egyesült Államok Maine nevű tagállamának politikai és közigazgatási központja, mely Kennebec megyében, a hasonló nevű folyó partján terül el. Lakosainak száma 18 899 fő (2020. április 1.).

## Földrajz
A város az Egyesült Államok északkeleti részén, Maine állam Kennebec megyéjében fekszik. A város teljes területe 150,9 km², melynek 4,98%-a víz. Átlagos tengerszint feletti magassága 20 méter.

## Történelem
A területre először 1607-ben érkeztek felfedezők. 1629-ben kereskedelmi állomást létesítettek itt (a massachusettsi Plymouth kolónia tagjai), mely állandó lakosokat jelentett. A jövedelmező szőrmekereskedelem visszaszorulása után, 1661-től 75 évig lakatlan maradt. 
A Kennebec folyó mentén, az abenaki indiánok 1722-ben megtámadták Fort Richmond városát, és megsemmisítették Bruncwickot. Az ellentámadások során az angol erők 1724-ig átvették az ellenőrzést a folyó és környéke felett. 1754-ben a folyó keleti partján egy fából készült erődöt emeltek Fort Halifax néven. 1775-ben Benedict Arnold 1100 fős seregével innen kiindulva vezetett expedíciót a Kennebec folyó mentén. 1797 februárjában a település nevét Augustara változtatták. 
1799-ben a város lett az újonnan megalakított Kennebec megye központja. 1820-ban Maine-t felvették az Egyesült Államok tagállamai közé, majd 1827-ben kinevezték az állam fővárosának. 1832-ig (amíg el nem készültek a törvényhatósági épületek) azonban Portlandban volt a közigazgatás központja. 
A kiváló talajnak köszönhetően a város mezőgazdasága virágzott. 1837-ben egy gátat emeltek a folyón, s a víz így kialakuló esését fűrészmalmok használták ki. 1851-ben több nagy vasipari gyárat építettek. 1883-tól pedig megjelentek a textilgyártó üzemek is.

## Demográfia
2000-ben a 24 260 lakos 8565 háztartást és 4607 családot alkotott. A népesség 95,21%-a fehér, 0,50%-a fekete, 0,48%-a indián, 0,35%-a ázsiai, 0,01%-a csendes-óceáni, 3,45%-a pedig egyéb származású.

## Híres lakók
- James G. Blaine, külügyminiszter, elnökjelölt
- Horatio Bridge, haditengerészeti tiszt
- Richard Dysart, színész
- Melville Fuller, Illinois-i politikus
- John F. Hill, kormányzó
- George Huntington Hartford, üzletember
- Eastman Johnson, művész
- George W. Ladd, kongresszusi képviselő
- Dorianne Laux, költő
- Rachel Nichols, színésznő
- Frederick G. Payne, Maine-i politikus
- David Peoples, sportoló (golfjátékos)
- John F. Potter, kongresszusi képviselő, bíró
- Luther Severance, kiadó, kongresszusi képviselő, szenátor
- Olympia Snowe, szenátor
- Manch Wheeler, amerikai futball játékos
- Reuel Williams, Maine-i politikus
- Willard G. Wyman, katonatiszt (tábornok)

## Oktatás
A városban 7 középiskola, 3 magániskola és egy egyetem (Maine-i Egyetem Augustai Központja) működik.